# NGC 2264
NGC 2264 (również Gromada Choinka lub Collinder 112) – młoda gromada otwarta, znajdująca się w gwiazdozbiorze Jednorożca w odległości 2700 lat świetlnych od Ziemi. Została odkryta 18 stycznia 1784 roku przez Williama Herschela.

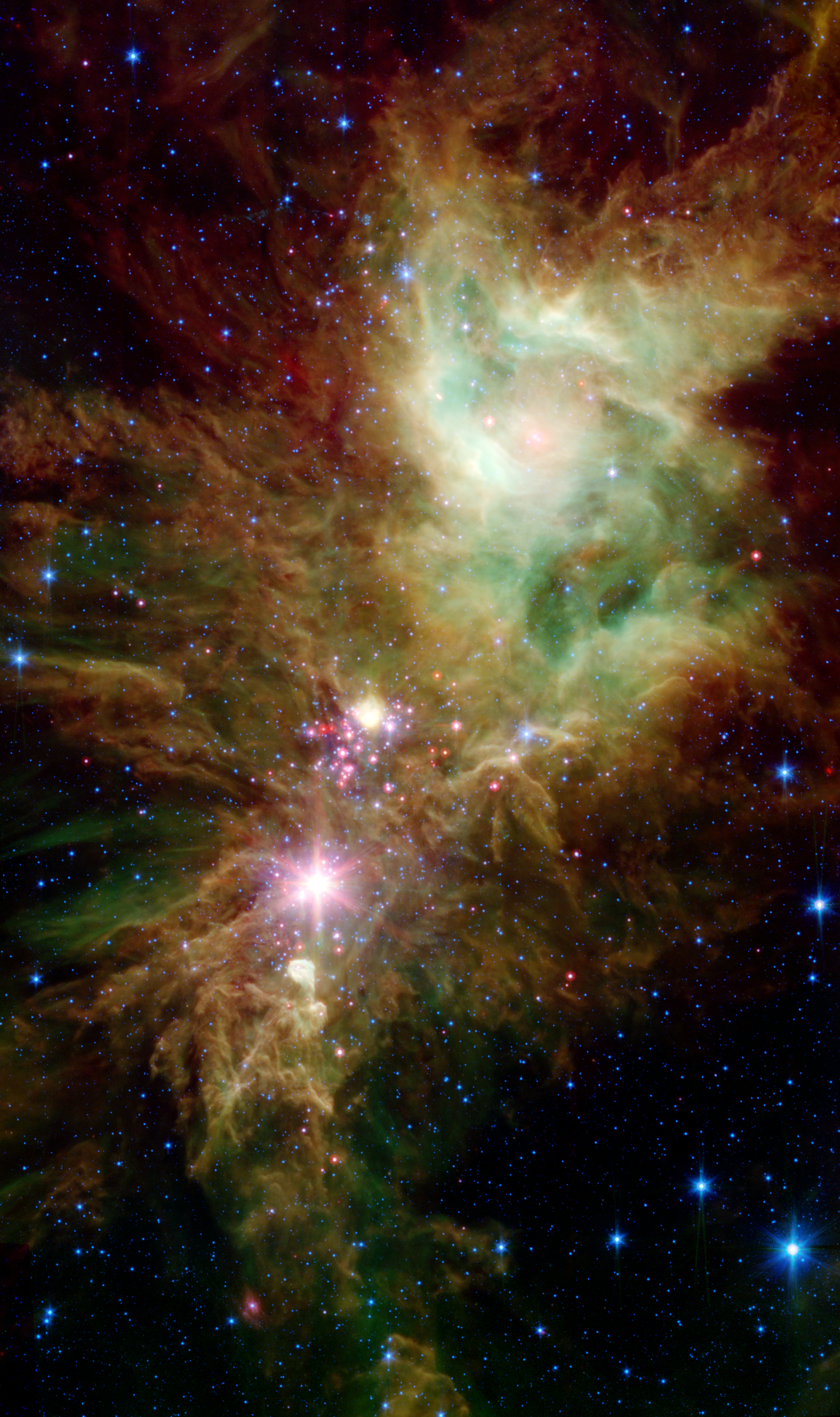
Zdjęcie w podczerwieni z Teleskopu Spitzera

Gromada ta zanurzona jest w mgławicy refleksyjnej, w której powstają nowe gwiazdy, otoczonej większą, świecącą na czerwono mgławicą emisyjną. Mgławica emisyjna jest pobudzana do świecenia przez energetyczne światło nowo powstałych gwiazd. W części zewnętrznej miesza się ona z ciemnymi obłokami pyłu międzygwiazdowego. Jest to obszar H II. Obiekt ten jest nazywany też Gromadą Choinka ze względu na ułożenie gwiazd naprzeciw znajdującej się w NGC 2264 Mgławicy Stożek. Inna część NGC 2264 znajdująca się po drugiej stronie gromady od Mgławicy Stożek bywa nazywana Mgławicą Futro z Lisa. Najjaśniejsza gwiazda gromady to S Monocerotis.